# Upleta
Upleta ist eine Stadt im indischen Bundesstaat Gujarat.
Die Stadt ist der Teil des Distrikt Rajkot. Upleta hat den Status einer Municipality. Die Stadt ist in 12 Wards gegliedert.

## Demografie
Die Einwohnerzahl der Stadt liegt laut der Volkszählung von 2011 bei 58.775. Upleta hat ein Geschlechterverhältnis von 948 Frauen pro 1000 Männer und damit einen für Indien üblichen Männerüberschuss. Die Alphabetisierungsrate lag bei 82,7 % im Jahr 2011. Knapp 68 % der Bevölkerung sind Hindus, ca. 21 % sind Muslime und ca. 1 % gehören einer anderen oder keiner Religion an. 10,1 % der Bevölkerung sind Kinder unter 6 Jahren.